# Fleshut Cabin
La Fleshut Cabin est une cabane américaine dans le comté de Grand, au Colorado. Protégée au sein du parc national de Rocky Mountain, cette cabane en rondins de style rustique a été construite vers 1902. C'est une propriété contributrice au district historique d'Holzwarth, un district historique inscrit au Registre national des lieux historiques depuis le 2 décembre 1977.